# Guerra de Ogadênia
A Guerra de Ogadênia, também conhecida como Guerra Etio-Somali (somali:  Dagaalkii Xoraynta Soomaali Galbeed, amárico:  የኢትዮጵያ ሶማሊያ ጦርነት, romanizado: ye’ītiyop’iya somalīya t’orineti), foi uma guerra ocorrida entre 1977 e 1978 entre a Etiópia e Somália na disputa do território de Ogadênia. Em uma ilustração notável da natureza das alianças da Guerra Fria, a União Soviética mudou o fornecimento de ajuda à Somália para apoiar a Etiópia, que anteriormente tinha sido apoiada pelos Estados Unidos, o que levou os EUA a começar a apoiar a Somália. A invasão da região pela Somália, precursora da guerra mais ampla, encontrou a desaprovação da União Soviética, levando a superpotência a pôr fim ao seu apoio à Somália e a apoiar a Etiópia.
A Etiópia foi salva da derrota e da perda permanente de território através de um enorme transporte aéreo de suprimentos militares no valor de 1 bilhão de dólares, a chegada de mais de 12 000 soldados e aviadores cubanos enviados por Fidel Castro para obter uma segunda vitória africana (após o seu primeiro sucesso em Angola em 1975-76), e 1 500 conselheiros soviéticos, liderados pelo General Vasily Petrov. Em 23 de Janeiro de 1978, as brigadas blindadas cubanas infligiram as piores perdas que as forças somalis alguma vez tinham sofrido numa única acção desde o início da guerra.
Os cubanos (equipados com 300 tanques, 156 peças de artilharia e 46 aviões de combate) prevaleceram em Harar, Dire Dawa e Jijiga e começaram a expulsar sistematicamente os somalis de Ogadênia. Em 23 de março de 1978, o exército etíope apoiado por Cuba havia recapturado mais de dois terços de Ogadênia, marcando o fim oficial da guerra. Quase um terço dos soldados regulares do Exército Nacional Somaliano (ENS), três oitavos das unidades blindadas e metade da Força Aérea Somali foram perdidos durante a guerra. A guerra deixou a Somália com um exército desorganizado e desmoralizado, bem como uma forte desaprovação da sua população. Estas condições levaram a uma revolta no exército que eventualmente se transformou na Guerra Civil Somali ainda em curso.

## Antecedentes
Antes da proclamação de um Estado somali independente, já existia uma Somália maior de facto no quadro de potências estrangeiras. Em 1936, após a captura da Etiópia pela Itália, a África Oriental Italiana foi formada, unindo todas as possessões coloniais italianas (Eritreia, Etiópia, Somália Italiana) no Chifre da África, incluindo a Somalilândia Britânica em 1940. A administração colonial italiana uniu assim a maior parte dos territórios que tinham uma população predominantemente somali. A África Oriental italiana foi dividida em províncias, e a província da Somália incluía territórios de maioria somali que não fazem parte da atual Somália.
Em 1941, durante a campanha britânica na África Oriental (maio-abril), os italianos foram derrotados e a administração colonial italiana em toda a África Oriental Italiana foi substituída por uma administração militar britânica. Em 31 de janeiro de 1942, a Etiópia e o Reino Unido assinaram o primeiro "Acordo Anglo-Etíope", encerrando a ocupação militar britânica na maior parte da Etiópia, exceto Ogadênia (as tropas britânicas permaneceram na Etiópia até 1955). No âmbito do segundo "Acordo Anglo-Etíope", a administração militar britânica permaneceu na província de Ogadênia e na chamada "Zona Reservada", adjacente à Somália e constituindo um terço do território da Etiópia, até 19 de Dezembro de 1946. Em 1949, a administração de ocupação britânica criou o Protetorado Britânico de Ogadênia, que deixou de existir em 1954. O contingente militar britânico foi retirado de Ogadênia em 1955, e Ogadênia tornou-se parte da Abissínia.

### Divisão territorial
Após a Segunda Guerra Mundial, a Grã-Bretanha manteve o controle da Somalilândia Britânica e da Somalilândia Italiana como protetorados. Em 1950, como resultado dos Tratados de Paz de Paris, as Nações Unidas concederam à Itália a tutela da Somalilândia Italiana. A Somalilândia Britânica permaneceu um protetorado da Grã-Bretanha até 1960.
Em 1948, sob pressão dos seus aliados da Segunda Guerra Mundial e para consternação dos somalis, os britânicos deram Haud (uma importante área de pastagem somali que foi presumivelmente "protegida" pelos tratados britânicos com os somalis em 1884 e 1886) e Ogadênia para a Etiópia, com base num tratado de 1897 no qual os britânicos, franceses e italianos concordaram com os limites territoriais do Império Etíope com o imperador Menelique II em troca da sua ajuda contra incursões de clãs hostis.

A Grã-Bretanha incluiu a disposição de que os residentes somalis manteriam a sua autonomia, mas a Etiópia reivindicou imediatamente a soberania sobre a área. Isto levou a uma oferta mal-sucedida do Reino Unido em 1956 para recomprar as terras somalis que havia entregue.

Em vermeho, o território etíope de maioria étnica somali (Ogaden).
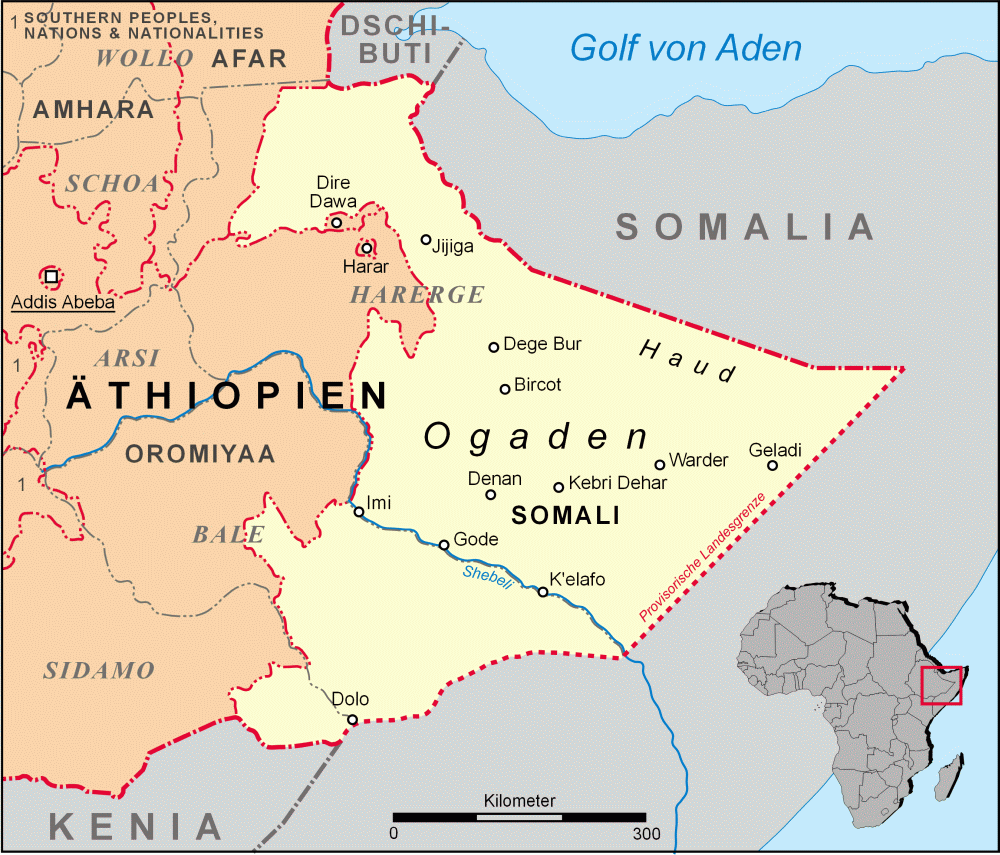
Mapa da Etiópia (em alemão) com a região da Somália, Ogadênia e Ogadênia – as províncias anteriores a 1995 em cinza, as regiões contemporâneas em vermelho.
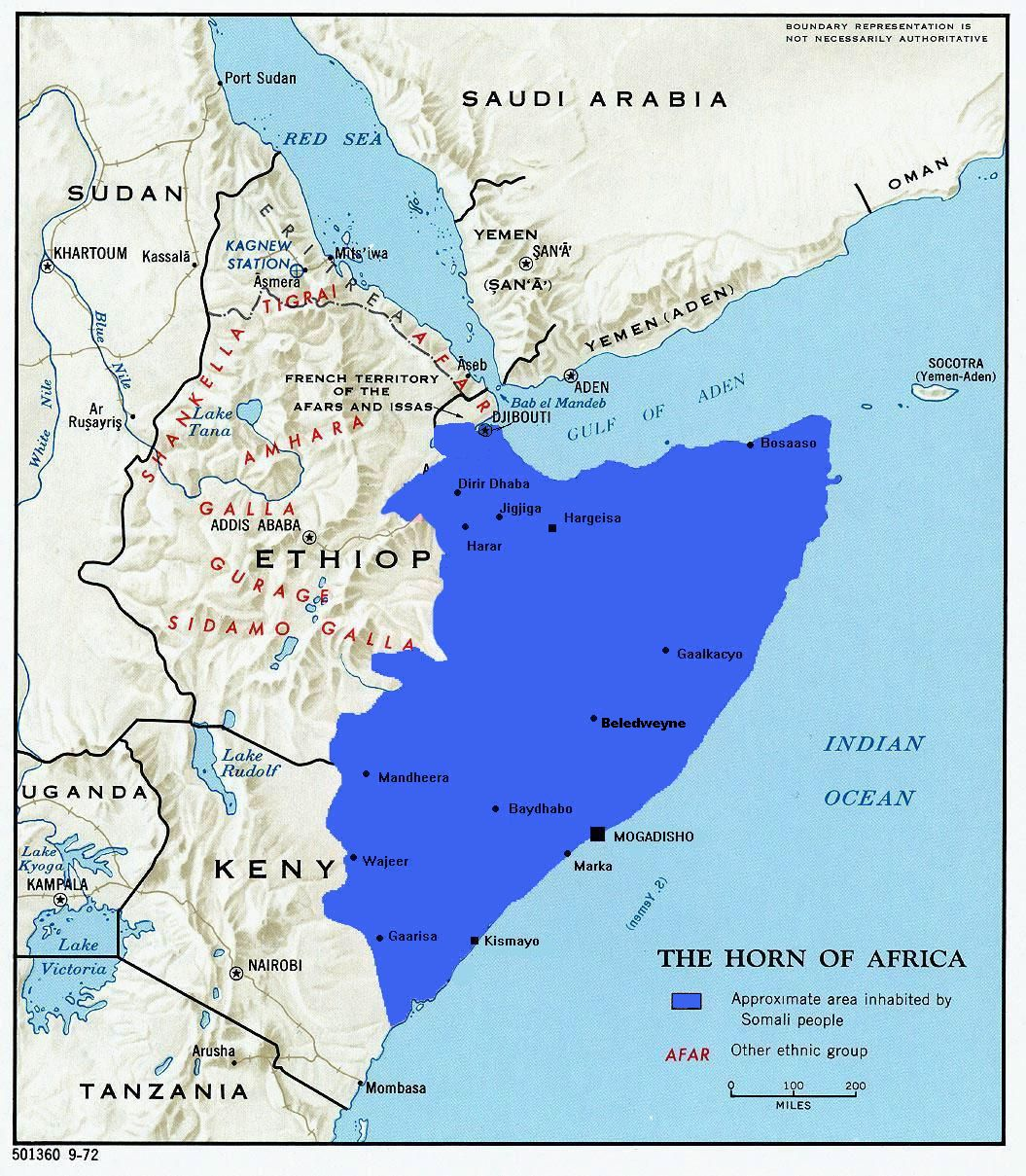
A Grande Somália, um projeto de unificação do povo somali em um único estado, ameaçava a integridade territorial da Etiópia.

### Independência, Guerra Etíope-Somali de 1964 e Golpe de 1969

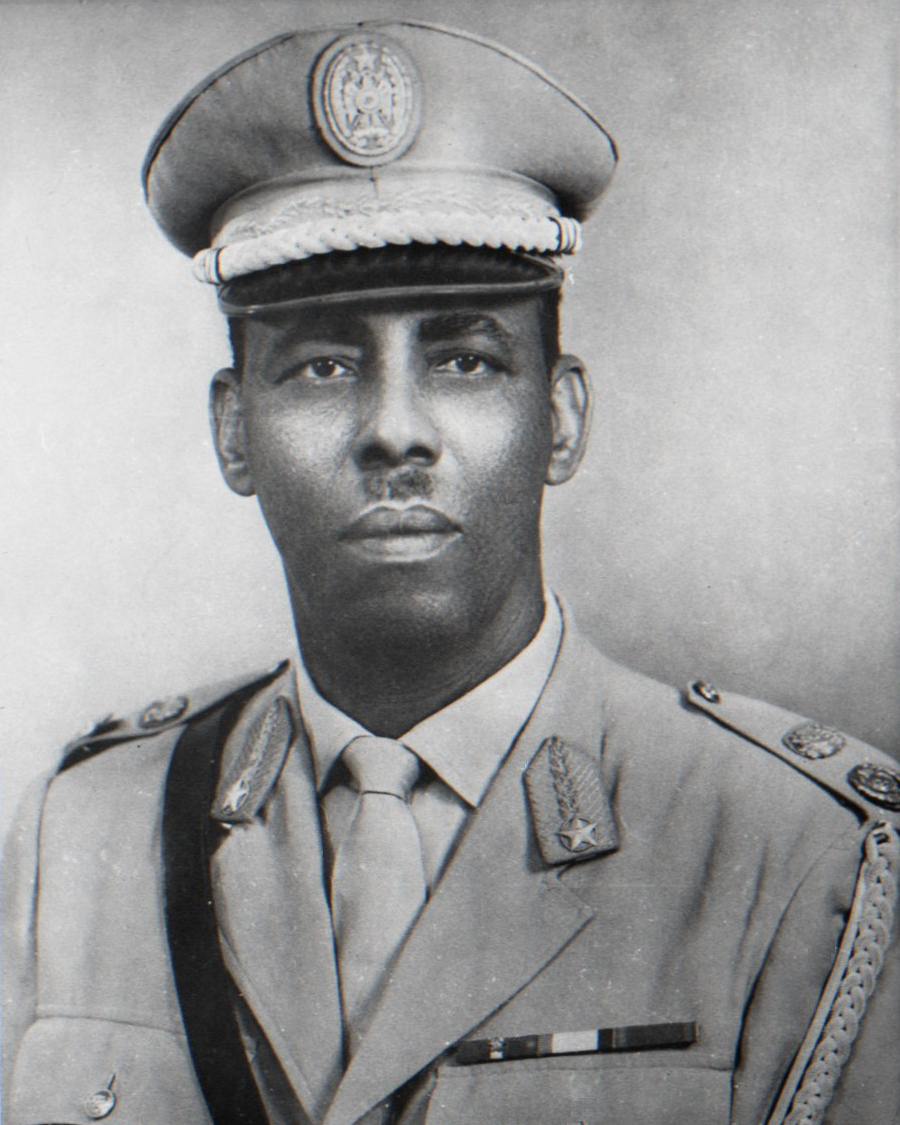
O Major-General Mohamed Siad Barre, Presidente do Conselho Revolucionário Supremo da Somália.

A Somalilândia Britânica tornou-se independente em 26 de junho de 1960 como Estado da Somalilândia; o Território Fiduciário da Somália (antiga Somalilândia Italiana) fez o mesmo cinco dias depois. Em 1º de julho de 1960, os dois territórios uniram-se para formar a República da Somália. Três anos e meio depois, a partir de fevereiro de 1964, a Somália e a Etiópia tiveram a sua primeira guerra após uma grande rebelião que tinha começado em Ogadênia em junho de 1963.
Em outubro de 1969, durante uma visita à cidade de Las Anod, no norte da Somália, o presidente somali Shermarke foi morto a tiros por um dos seus guarda-costas. O seu assassinato foi rapidamente seguido por um golpe-de-estado militar em 21 de outubro (um dia após o seu funeral), no qual o exército somali tomou o poder sem encontrar oposição armada. O putsch foi liderado pelo Major-General Mohamed Siad Barre, que na época comandava o exército.

### Conselho Revolucionário Supremo
Ao lado de Barre, o Conselho Supremo Revolucionário (SRC) que assumiu o poder após o assassinato do presidente Sharmarke foi liderado pelo Tenente-Coronel Salaad Gabeyre Kediye e pelo chefe da polícia Jama Ali Korshel. Kediye detinha oficialmente o título de "Pai da Revolução", e Barre logo depois tornou-se o chefe do SRC. O SRC posteriormente renomeou o país como República Democrática da Somália, dissolveu o parlamento e o Supremo Tribunal e suspendeu a constituição. Além do financiamento soviético e do apoio armamentista fornecido à Somália, o Egito enviou ao país remessas de armas no valor de milhões de dólares. Embora os Estados Unidos tivessem oferecido apoio armamentista à Somália antes da invasão de 1977, a oferta foi retirada após a notícia de tropas somalis operando na região de Ogadênia.

### Estratégia somali
Sob a liderança do General Mohammad Ali Samatar, Irro e outros altos oficiais militares somalis foram incumbidos em 1977 de formular uma estratégia nacional em preparação para a guerra contra a Etiópia. Isto fez parte de um esforço mais amplo para unir todos os territórios habitados pela Somália na região do Chifre da África numa Grande Somália (Soomaaliweyn).
Distinto graduado pela Academia Militar Frunze soviética, Samatar supervisionou a estratégia militar da Somália. Durante a Guerra de Ogadênia, Samatar foi o Comandante-em-Chefe das Forças Armadas da Somália. Ele e os seus comandantes subordinados da linha da frente enfrentaram o seu mentor e ex-aluno de Frunze, o General Vasily Petrov, designado pela URSS para aconselhar o Exército Etíope. Outros 15.000 soldados cubanos, liderados pelo General Arnaldo Ochoa, também apoiaram a Etiópia. O General Samatar foi auxiliado na ofensiva por vários comandantes de campo, a maioria dos quais também graduados em Frunze:
- O General Yussuf Salhan comandou o ENS na Frente de Jijiga, auxiliado pelo Coronel A. Naji, capturando a área em 30 de agosto de 1977. (Salhan mais tarde tornou-se Ministro do Turismo, mas foi expulso do Partido Socialista Somali em 1985.)
- O Coronel Abdullahi Yusuf Ahmed comandou o ENS na Frente de Negellie. (Ahmed mais tarde liderou o grupo rebelde SSDF baseado na Etiópia.)
- O Coronel Abdullahi Ahmed Irro comandou o ENS na Frente de Godey.
- O Coronel Ali Hussein comandou o ENS em duas frentes, Qabri Dahare e Harar. (Hussein acabou aderindo ao Movimento Nacional Somali no final de 1988.)
- O Coronel Farah Handulle comandou o ENS na Frente de Warder. (Ele se tornou administrador civil e governador de Sanaag e, em 1987, foi morto em Hargheisa, um dia antes de assumir o governo da região.)
- O General Mohamed Nur Galaal, auxiliado pelo Coronel Mohamud Sh. Abdullahi Geelqaad comandou Dirir-Dewa, de onde o ENS se retirou. (Galaal mais tarde tornou-se Ministro das Obras Públicas e membro dirigente do Partido Socialista Revolucionário Somali, no poder.)
- O Coronel Abdulrahman Aare e o Coronel Ali Ismail co-comandaram a Frente de Degeh-Bur. (Ambos os oficiais foram posteriormente escolhidos para reforçar a campanha de Harar; Aare acabou se tornando adido militar e aposentou-se como cidadão privado após o colapso do ENS em 1990.)
- O Coronel Abukar Liban 'Aftooje' serviu inicialmente como coordenador logístico interino do Comando Sul e mais tarde comandou o ENS na Frente de Iimeey. (Aftoje tornou-se general e adido militar na França.)

### Força Aérea Somali
A Força Aérea Somali foi organizada principalmente de acordo com as linhas soviéticas, já que seu corpo de oficiais foi treinado na URSS.

#### Aeronaves operacionais da Força Aérea Somali

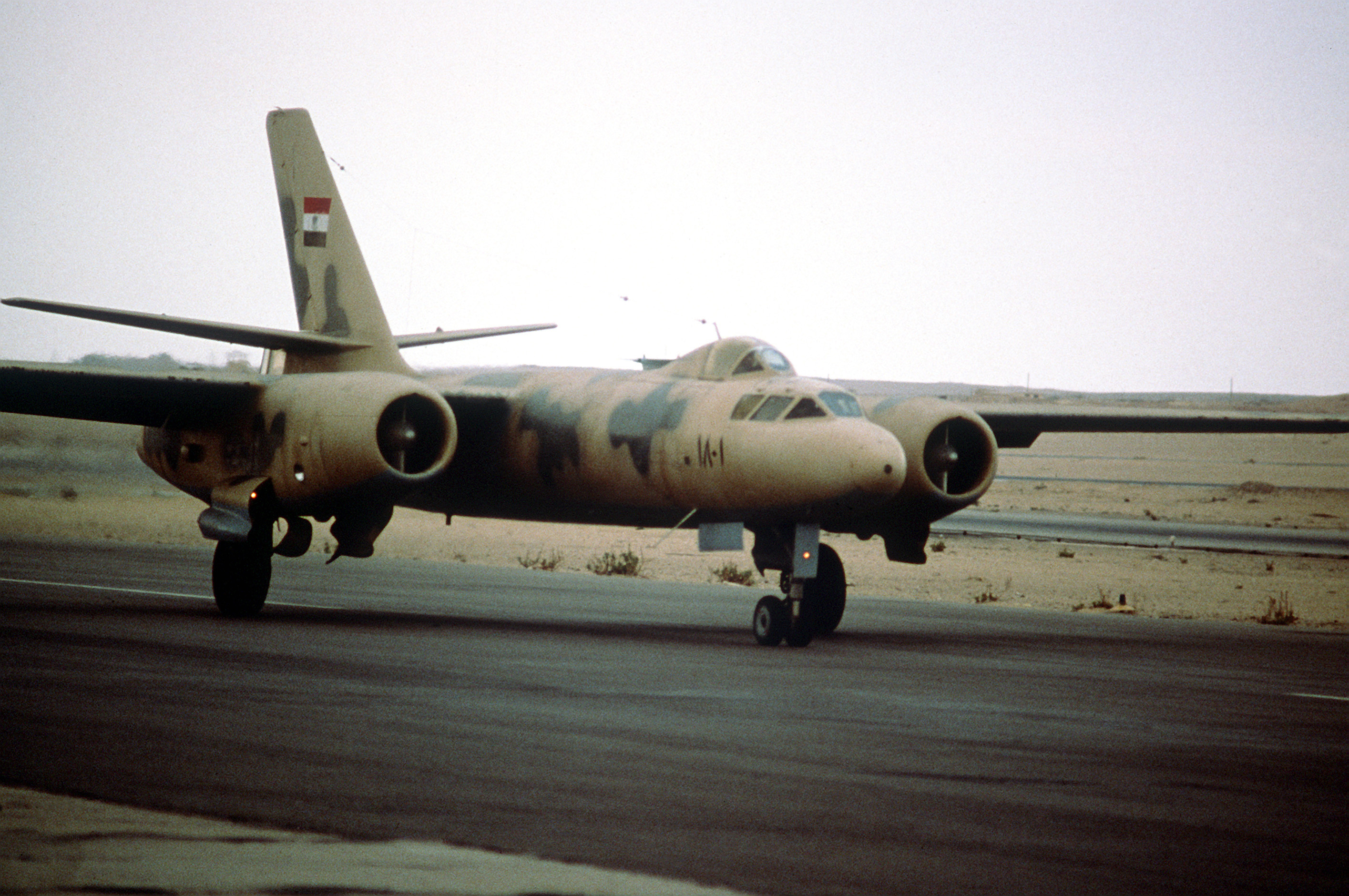
Il-28, 3 unidades.
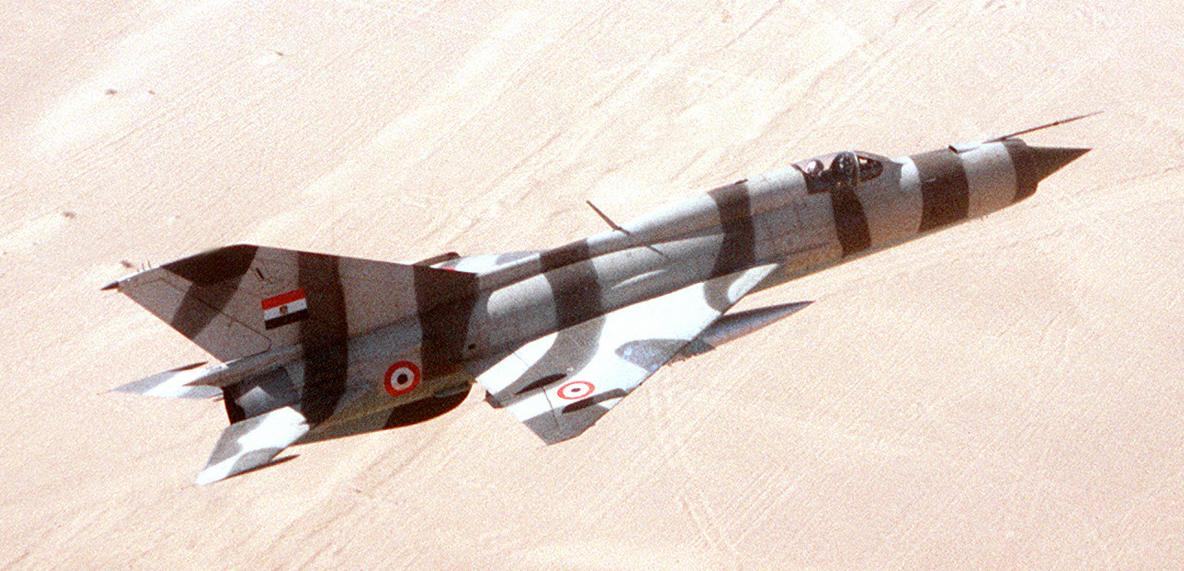
MiG-21, 30 unidades.
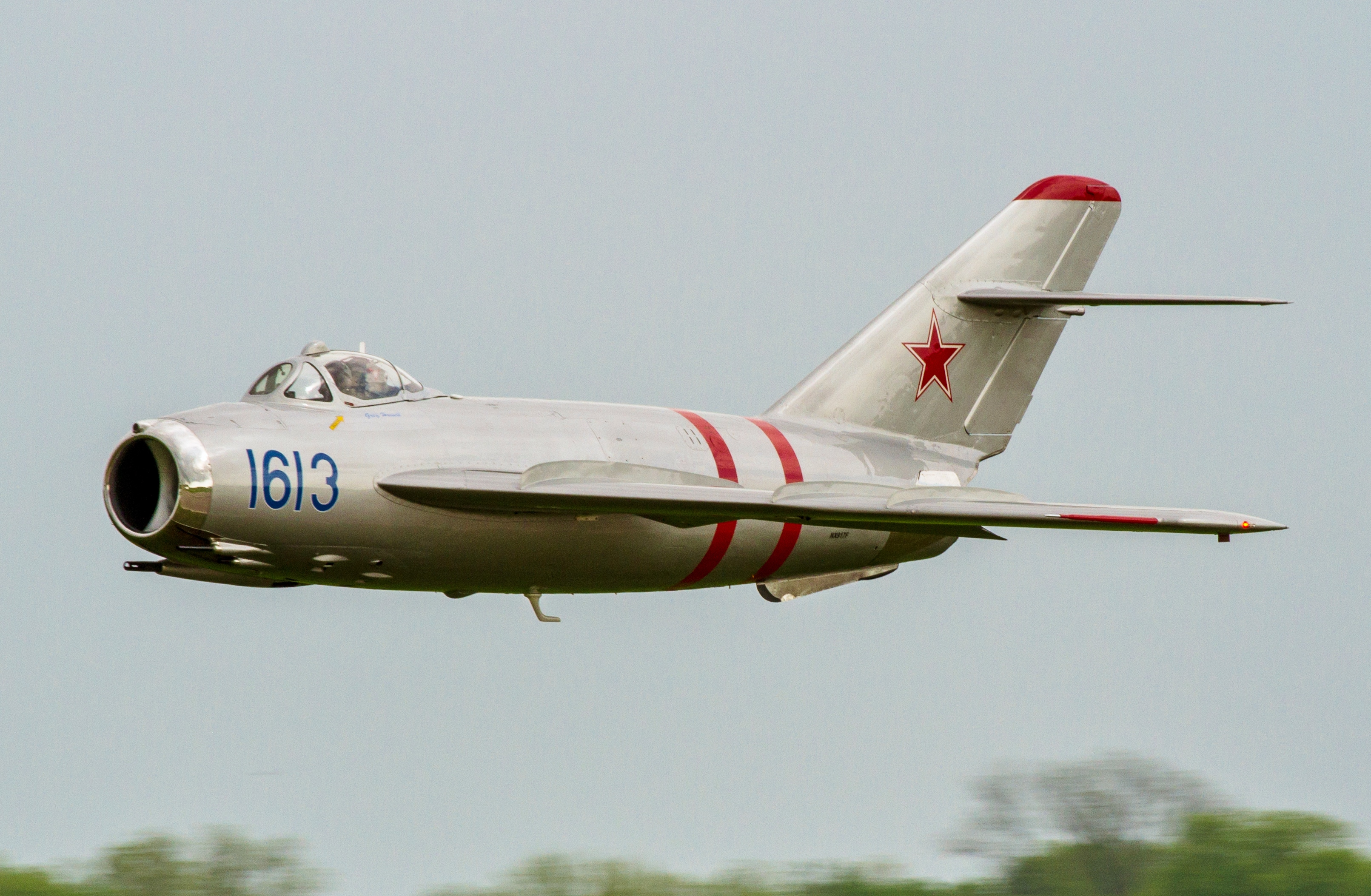
MiG-17, 10 unidades.

### O Derg

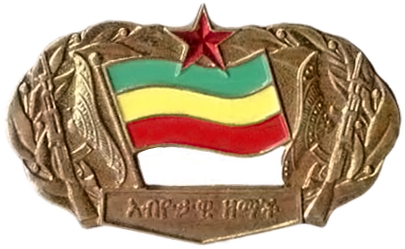
A insígnia do partido do regime Derg da Etiópia (c. 1979).

Em setembro de 1974, o imperador Haile Selassie foi deposto pelo conselho militar Derg, marcando um período de turbulência. O Derg rapidamente entrou em conflito interno para determinar quem teria a primazia. Entretanto, vários grupos anti-Derg, bem como movimentos separatistas, começaram a surgir em todo o país.
Um dos grupos separatistas que procuravam tirar partido do caos era a Frente de Libertação da Somália Ocidental (Western Somali Liberation Front, WSLF), pró-Somália, que operava em Ogadênia, habitada pela Somália; no final de 1975, o grupo atacou vários postos avançados do governo. A WSLF controlava a maior parte de Ogadênia, a primeira vez desde a Segunda Guerra Mundial que toda a Somália foi unida (com exceção do Distrito da Fronteira Norte no Quênia). A vitória em Ogadênia ocorreu principalmente devido ao apoio da população harari que se alinhou com a WSLF. De 1976 a 1977, a Somália forneceu armas e outros tipos de ajuda ao WSLF.
A oposição ao reinado do Derg foi a principal causa da Guerra Civil da Etiópia. Este conflito começou como violência extralegal entre 1975 e 1977, conhecida como Terror Vermelho, quando o Derg lutou pela autoridade, primeiro com vários grupos de oposição dentro do país, depois com uma variedade de grupos que disputavam o papel de partido de vanguarda. Embora as violações dos direitos humanos tenham sido cometidas por todas as partes, a grande maioria dos abusos contra civis, bem como as acções que conduziram à fome devastadora, foram cometidas pelo governo.
Um sinal de que a ordem foi restaurada entre as facções do Derg foi o anúncio, em 11 de fevereiro de 1977, de que Mengistu Haile Mariam havia se tornado chefe-de-estado. No entanto, o país permaneceu no caos enquanto os militares tentavam suprimir os seus oponentes civis num período conhecido como Terror Vermelho (Qey Shibir em amárico). Apesar da violência, a União Soviética, que vinha observando de perto os desenvolvimentos, passou a acreditar que a Etiópia estava a evoluir para um verdadeiro Estado marxista-leninista e que era do interesse soviético ajudar o novo regime. Portanto, eles abordaram secretamente Mengistu com ofertas de ajuda, que ele aceitou. A Etiópia fechou a missão militar dos EUA e o seu centro de comunicações em abril de 1977.
Em junho de 1977, Mengistu acusou a Somália de infiltrar soldados do ENS na área somali para lutar ao lado da WSLF. Apesar das evidências consideráveis em contrário, Barre negou veementemente, dizendo que "voluntários" do ENS estavam sendo autorizados a ajudar a WSLF.

### Força Aérea Etíope
A Força Aérea Etíope (FAE) foi formada graças à ajuda britânica e sueca durante as décadas de 1940 e 1950, e começou a receber apoio significativo dos EUA na década de 1960. Apesar da sua pequena dimensão, a FAE era uma força de elite, composta por oficiais escolhidos a dedo e que ministrava um programa de treinamento intensivo para aviadores nacionais e estrangeiros.
A Força Aérea Etíope beneficiou-se de um programa de ajuda da Força Aérea dos EUA, sendo avaliada por uma equipe de oficiais e suboficiais da Força Aérea americana, a qual forneceu recomendações como parte do Grupo de Aconselhamento e Assistência Militar. A FAE foi reestruturada como uma organização ao estilo americano e foi dada ênfase às instituições de formação. Militares etíopes foi enviado aos Estados Unidos para treinamento, incluindo 25 pilotos etíopes para treino de jacto, e muitos mais foram treinados localmente por agentes de Defesa americanos.
Antes de 1974, a Força Aérea Etíope consistia principalmente de uma dúzia de F-86 Sabres e uma dúzia de F-5A Freedom Fighters. Em 1974, a Etiópia solicitou a entrega de caças McDonnell Douglas F-4 Phantom, mas os EUA ofereceram-lhe 16 Northrop F-5E Tiger II, armados com mísseis ar-ar AIM-9 Sidewinder, e dois radares móveis Westinghouse AN/TPS-43D (um dos quais foi posteriormente posicionado em Jijiga). Devido às violações dos direitos humanos no país, apenas 8 F-5E Tiger II foram entregues até 1976.

#### Aeronaves operacionais da Força Aérea Etíope

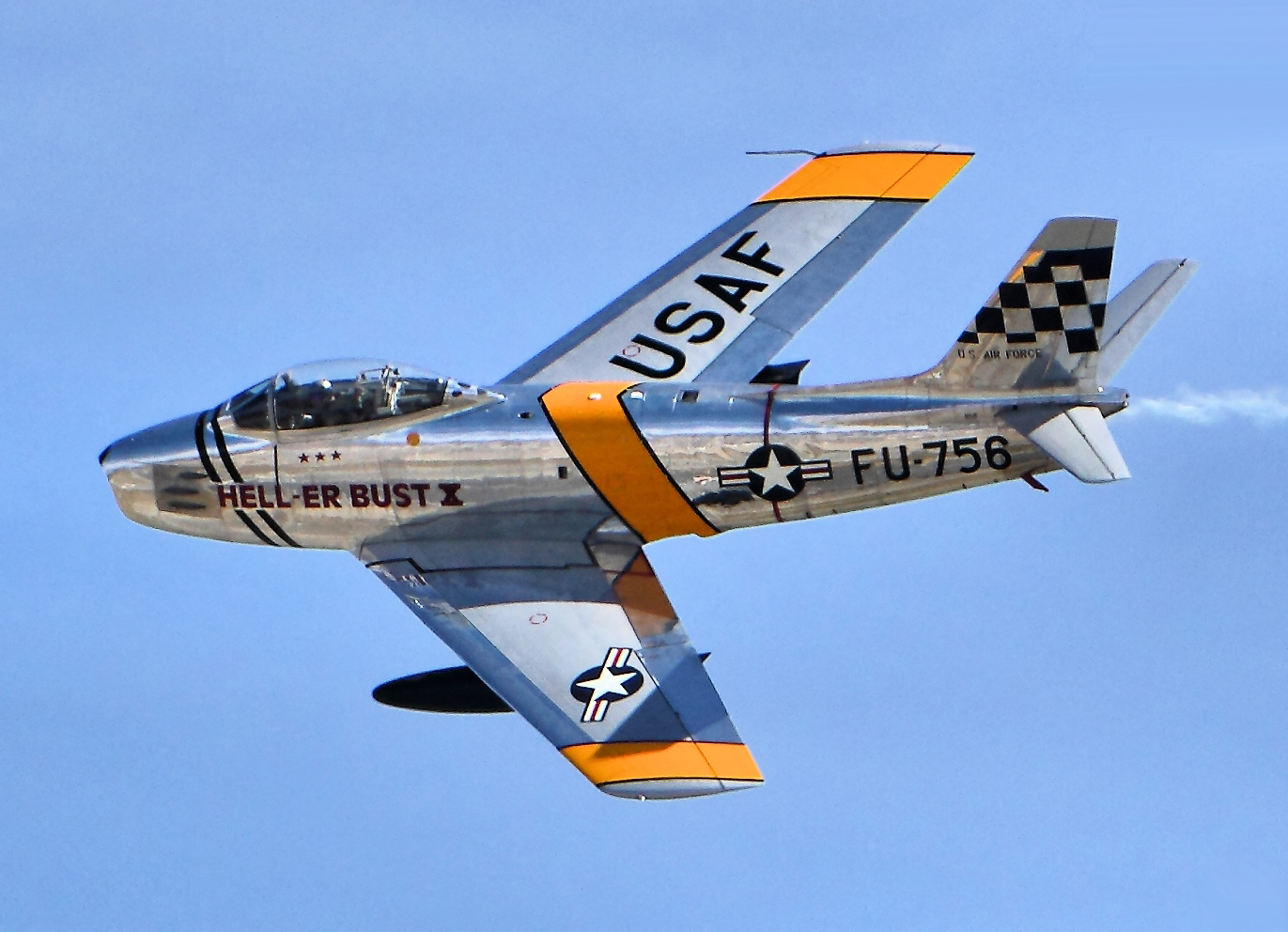
F-86 Sabre, 14 unidades.
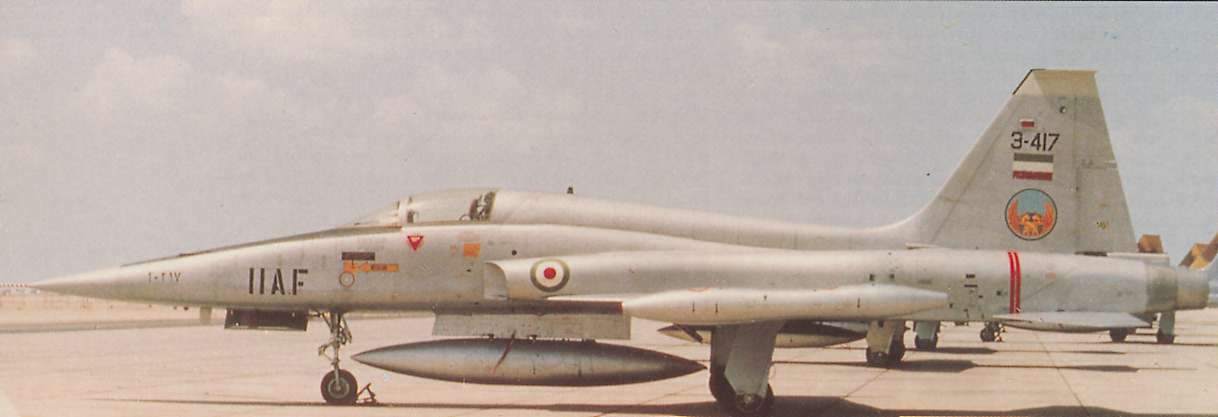
F-5A/B, 15 unidades.
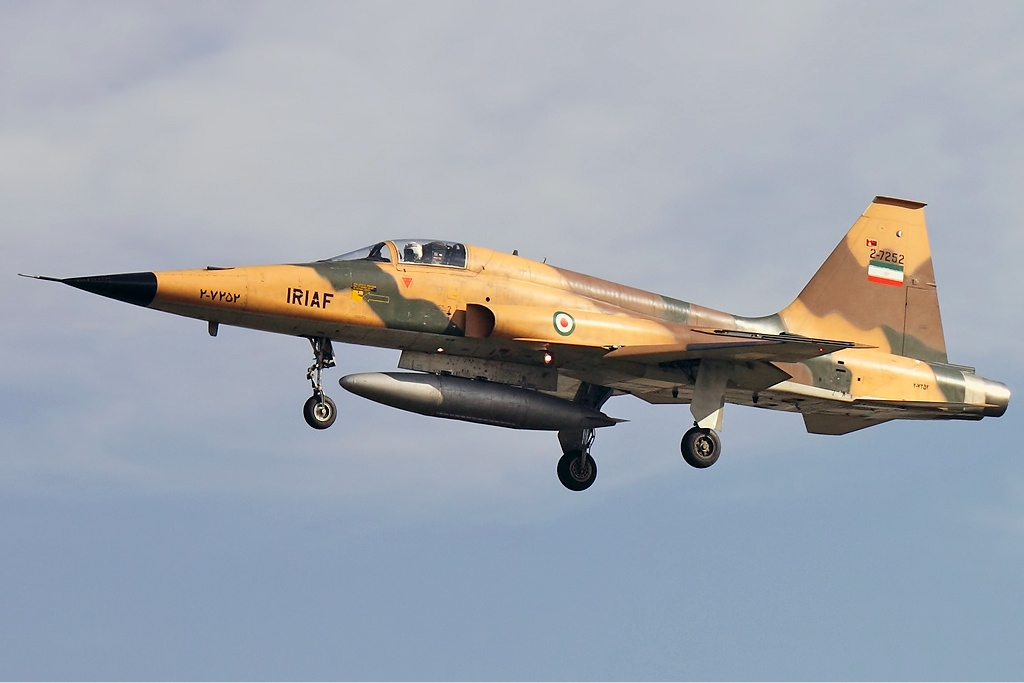
F-5E Tiger II, 8 unidades.
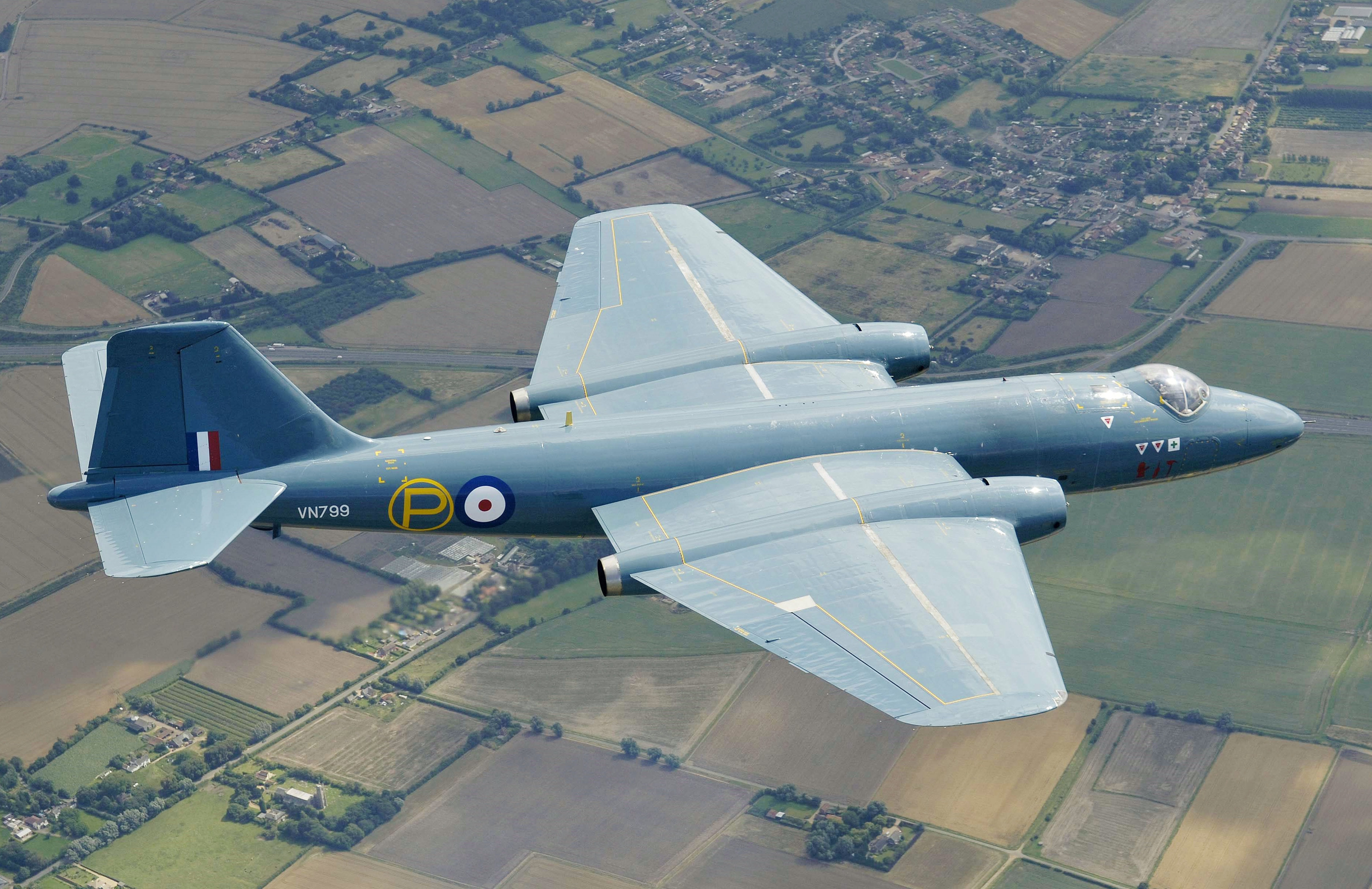
Canberra B.Mk.2, 2 unidades.
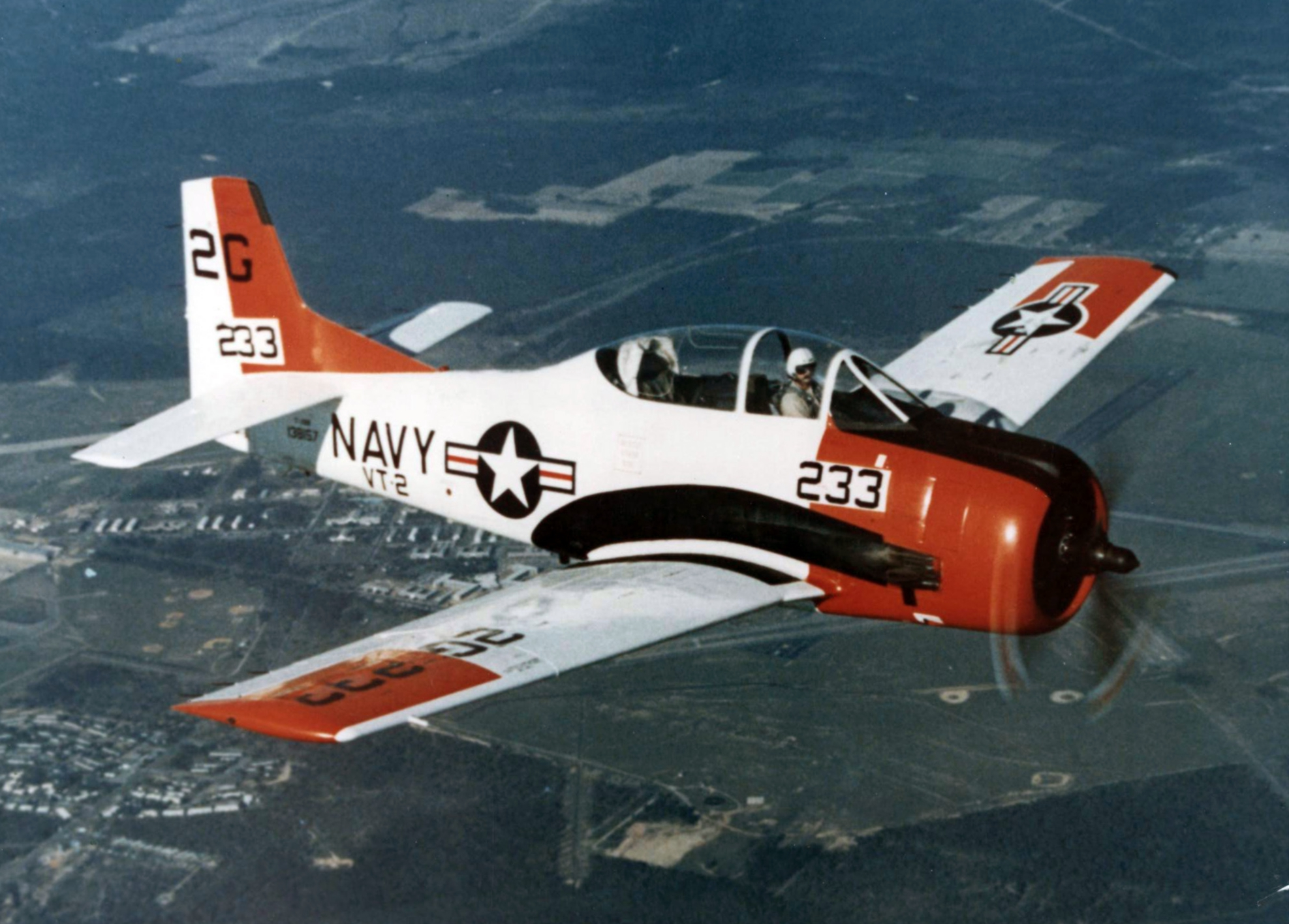
T-28 Trojan, 8 unidades.
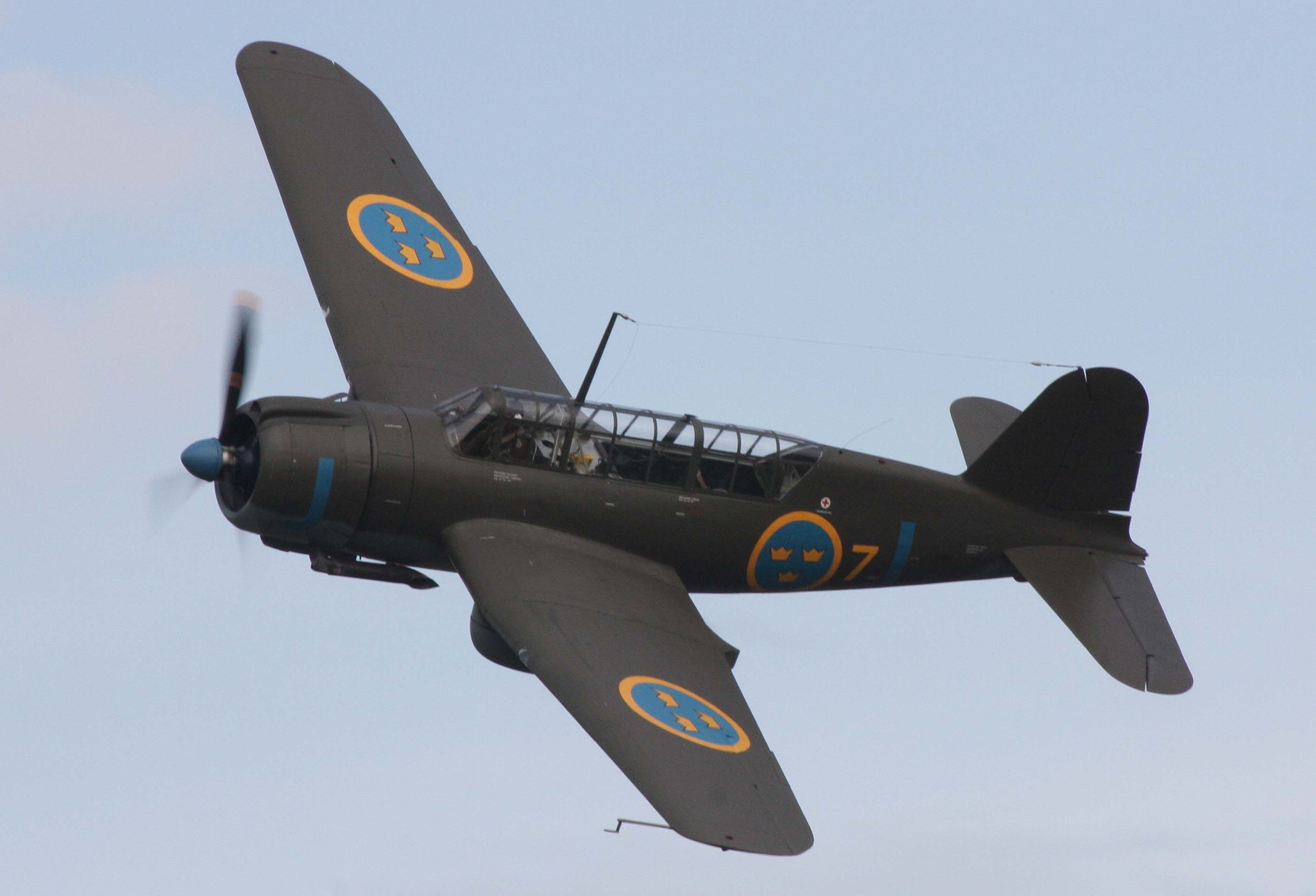
Saab 17, 8 unidades.
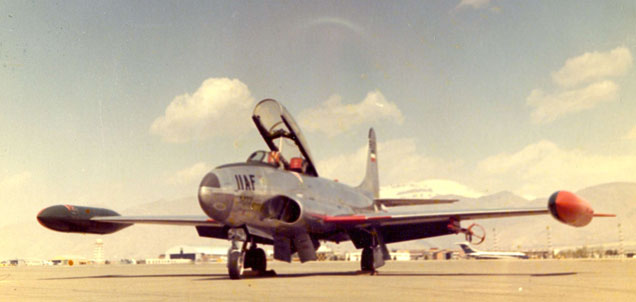
T-33A, 8 unidades.
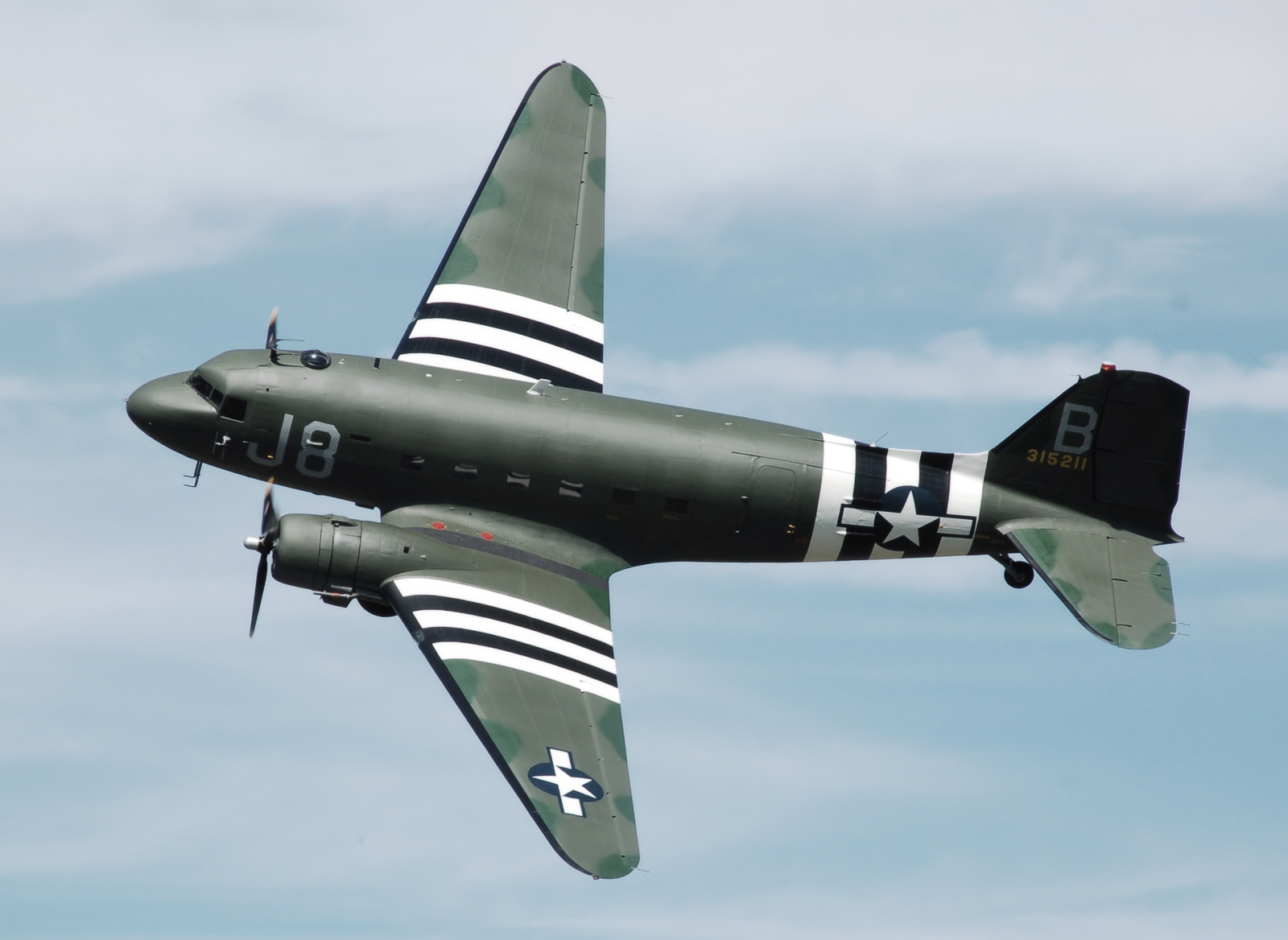
C-47, 12 unidades.
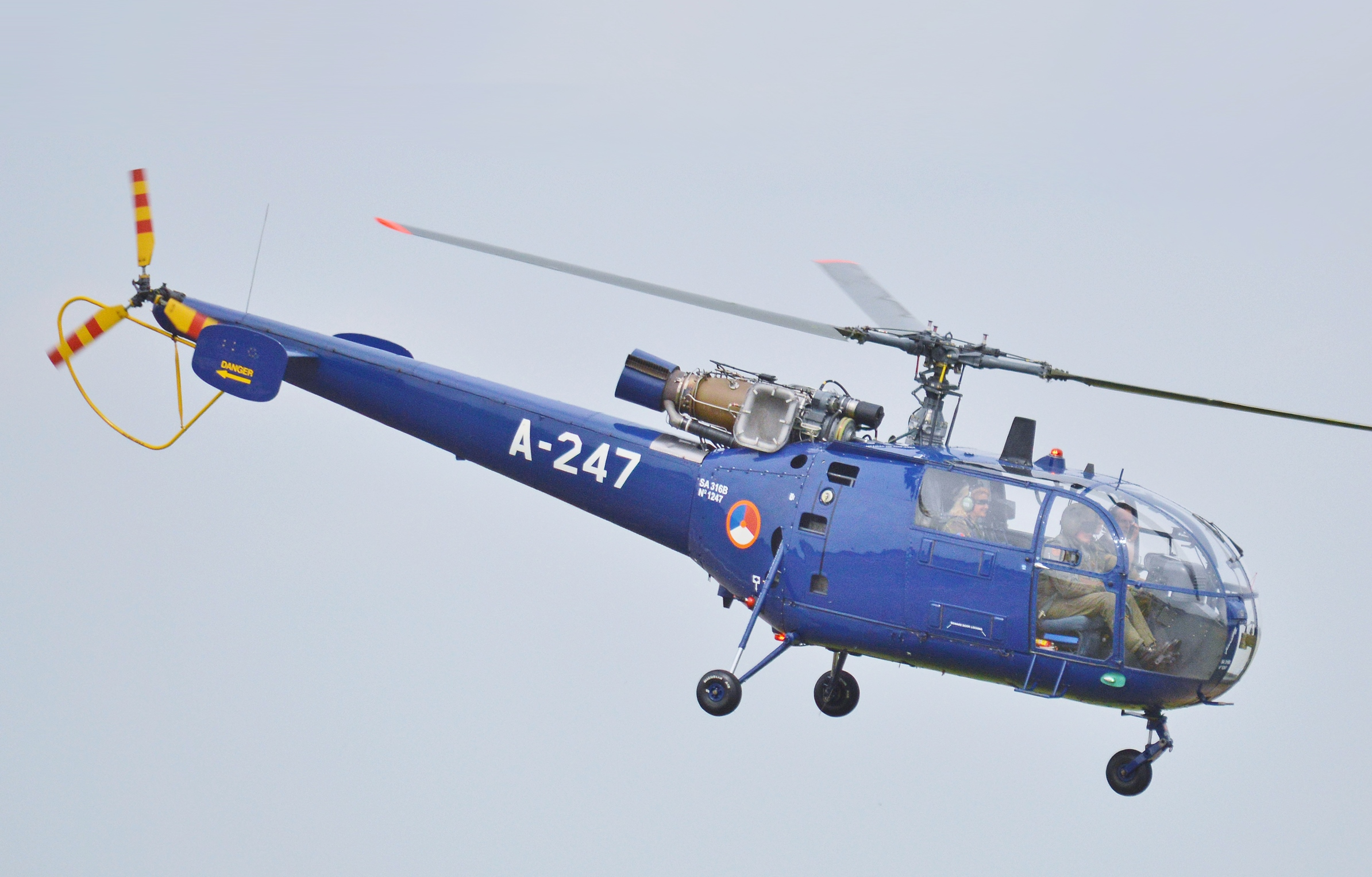
Aérospatiale SA.316 Alouette, 3 unidades.

### A viagem de Castro a Áden
Quando os cubanos e os soviéticos souberam dos planos da Somália para anexar Ogadênia, Fidel Castro voou em março de 1977 para Áden, no Iémen do Sul, onde sugeriu uma Federação Socialista Etíope-Somali-Iemenita. O plano de Castro não obteve qualquer apoio e dois meses depois as forças somalianas atacaram os etíopes. Cuba, apoiada por tropas da URSS e do Iémen do Sul, ficou do lado da Etiópia.

## Curso da guerra

### Invasão somali (julho-agosto de 1977)
O Exército Nacional Somali (ENS) comprometeu-se a invadir Ogadênia em 12 de julho de 1977, de acordo com documentos do Ministério da Defesa Nacional da Etiópia (outras fontes afirmam 13 ou 23 de julho).
Segundo fontes etíopes, os invasores somavam 70 000 soldados, 40 aviões de combate, 250 tanques, 350 veículos blindados de transporte de pessoal (VBTP) e 600 peças de artilharia, totalizando quase todo o exército somali. As autoridades soviéticas estimaram o número de forças de ataque somalis em 23 000 militares, 150 tanques T-34 e 50 tanques T-54/55 e 250 VBTP, incluindo BTR-50PK, BTR-152 e BTR-60PB. Além das tropas regulares somalis, outros 15 000 combatentes da WSLF também estiveram presentes em Ogadênia.

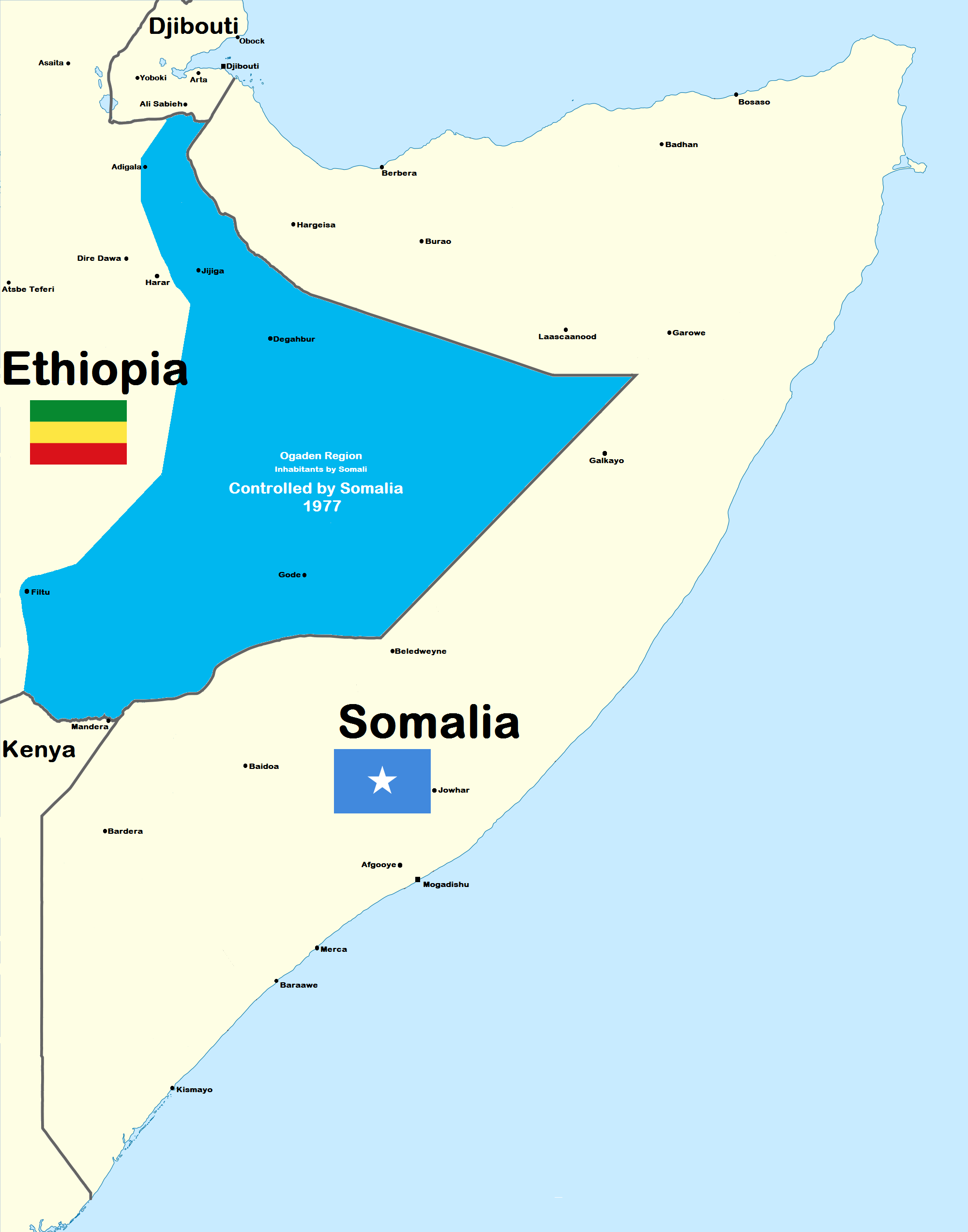
Território etíope ocupado pela Somália em 1977.

No final de julho, 60% de Ogadênia havia sido tomada pela força ENS-WSLF, incluindo Gode no rio Shebelle. As forças atacantes da Somália sofreram alguns reveses iniciais; Os defensores etíopes em Dire Dawa e Jijiga infligiram pesadas baixas às forças de assalto. A Força Aérea Etíope (FAE) também começou a estabelecer superioridade aérea usando seus Northrop F-5, apesar de inicialmente ter sido superada em número pelos MiG-21 somalis.
No entanto, a Somália dominou facilmente o equipamento e a tecnologia militar etíope. O general soviético Vasily Petrov teve de relatar a Moscou o "lamentável estado" do exército etíope. As 3ª e 4ª Divisões de Infantaria etíopes que sofreram o impacto da invasão somali praticamente deixaram de existir.

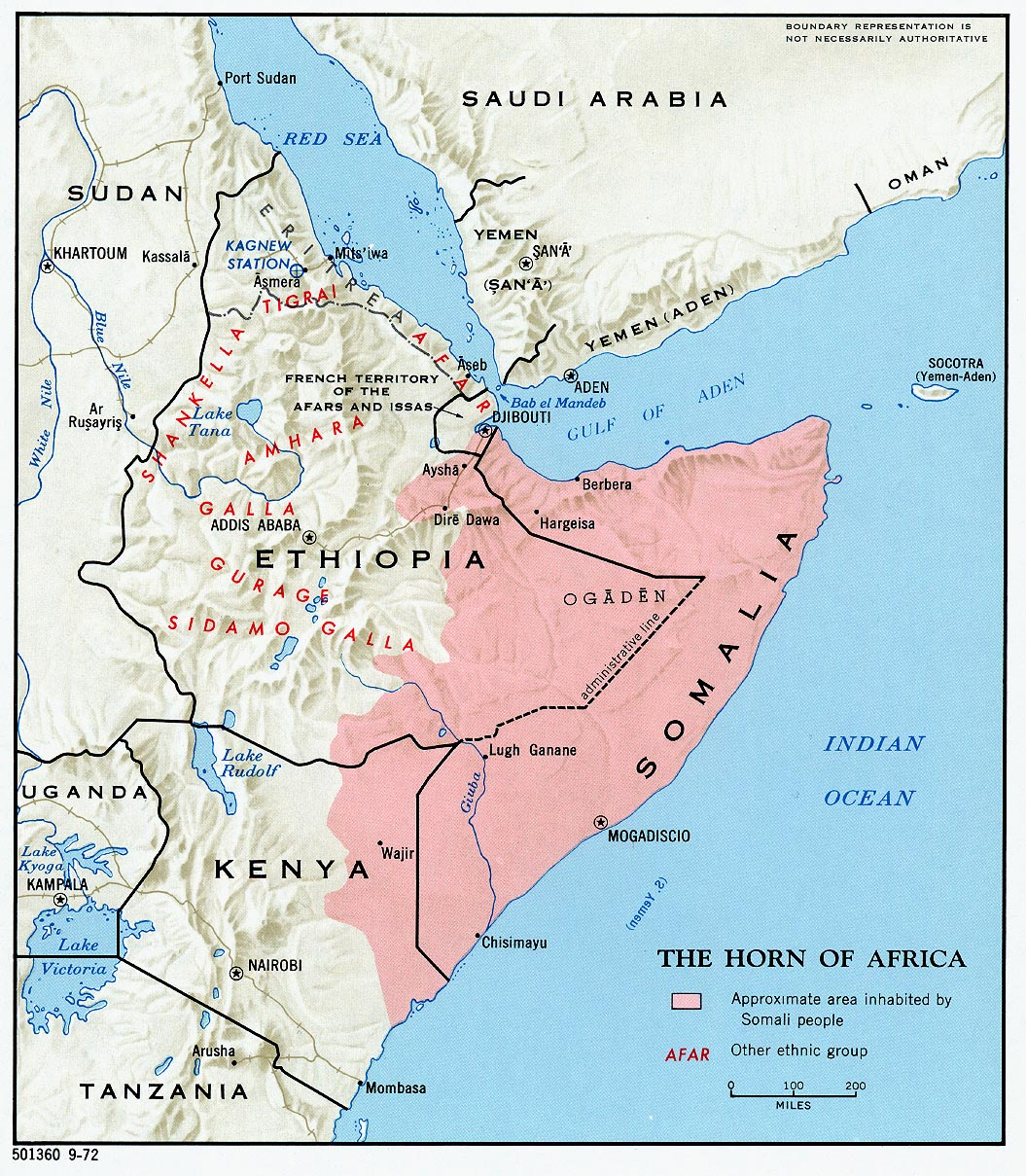
Extensão aproximada da Grande Somália.

A URSS, vendo-se abastecendo ambos os lados da guerra, tentou mediar um cessar-fogo. Quando os seus esforços falharam, os soviéticos abandonaram a Somália. Toda a ajuda ao regime de Siad Barre foi suspensa, enquanto os envios de armas para a Etiópia aumentaram. Ocorreu uma ponte aérea militar soviética com conselheiros para a Etiópia (perdendo em magnitude apenas para o colossal reabastecimento das forças sírias em outubro de 1973 durante a Guerra do Yom Kippur), ao lado de 15 000 soldados de combate cubanos em funções militares.
Outros países comunistas como o Iémen do Sul e a Coreia do Norte também ofereceram assistência militar à Etiópia. A Alemanha Oriental ofereceu treinamento, e tropas de engenharia e de apoio. Israel teria fornecido bombas de fragmentação, napalm e também estaria voando em aviões de combate para a Etiópia. Em Novembro de 1977, a Somália rompeu relações diplomáticas com a URSS, expulsou todos os especialistas soviéticos do país, revogou o tratado de amizade de 1974 e cortou relações diplomáticas com Cuba. Nem todos os Estados comunistas ficaram do lado da Etiópia, no entanto. Devido à rivalidade sino-soviética, a China apoiou a Somália diplomaticamente e com ajuda militar simbólica. A Roménia sob Nicolae Ceauşescu tinha o hábito de romper com as políticas soviéticas e também manteve boas relações diplomáticas com Barre.
Em 17 de agosto de 1977, elementos do Exército Somali chegaram aos arredores de Dire Dawa; o resultado da batalha pela cidade estratégica seria crítico. Não só a segunda maior base aérea da Etiópia estava localizada lá, mas a cidade representava tanto a sua encruzilhada para o Ogadênia como a linha de vida ferroviária para o Mar Vermelho. Se os somalis tomassem Dire Dawa, a Etiópia não conseguiria exportar as suas colheitas nem trazer o equipamento necessário para continuar a luta.
O professor de história Gebru Tareke escreveu que os somalianos avançaram sobre a cidade com duas brigadas motorizadas, um batalhão de tanques e uma bateria BM-13. Enfrentando estes estavam a Segunda Divisão de Milícia Etíope, o 201º batalhão de Nebelbal, o 781º batalhão da 78ª Brigada, a 4ª Companhia Mecanizada e um pelotão de tanques com dois tanques.
Ambos os lados estavam cientes do que estava em jogo; os combates foram ferozes, mas depois de dois dias, apesar de inicialmente tomarem o aeroporto, os somalis foram forçados a retirar-se. Depois que os etíopes repeliram o assalto, a cidade nunca mais correu risco de ataque.

### Vitórias somalis e cerco de Harar (setembro-janeiro)

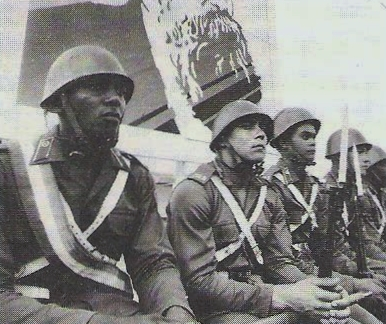
Soldados cubanos.

A maior vitória do ENS-WSLF foi o assalto a Jijiga em meados de setembro de 1977, no qual as desmoralizadas tropas etíopes se retiraram da cidade. Os defensores locais não foram páreo para os somalis atacantes, e os militares etíopes foram forçados a retirar-se para além do ponto-forte estratégico do Passo de Marda, a meio caminho entre Jijiga e Harar. Em Setembro, a Etiópia foi forçada a admitir que controlava apenas cerca de 10% de Ogadênia e que os defensores etíopes tinham sido empurrados de volta para as áreas não-somalis de Harerge, Bale e Sidama.

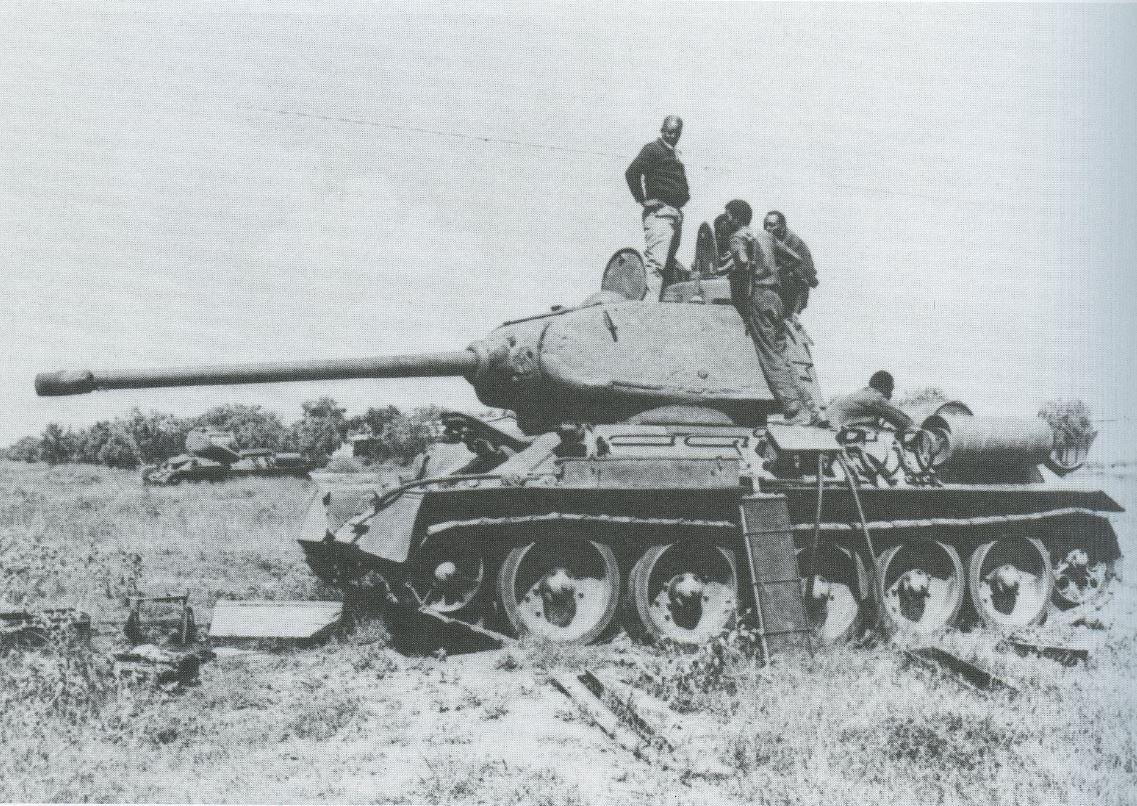
Tanque T-34 danificado do Exército Nacional da Somália (ENS) sob reparos.

No entanto, os somalis não conseguiram aproveitar a sua vantagem devido ao elevado desgaste dos seus batalhões de tanques, aos constantes ataques aéreos etíopes às suas linhas de abastecimento e ao início da estação das chuvas que tornou as estradas de terra inutilizáveis. E em poucos meses, o governo etíope conseguiu formar, treinar e integrar uma milícia de 100 000 homens na sua força de combate regular. Além disso, embora o Exército Etíope tenha sido historicamente cliente das armas dos EUA, foi capaz de se adaptar rapidamente ao novo armamento do bloco do Pacto de Varsóvia.
Ao longo da guerra, houve fortes tensões entre as forças do ENS e da WSLF. O WSLF ressentiu-se do facto de os comissários políticos somalis insistirem no controlo directo do governo somali sobre o território conquistado. Particularmente incômodos para a WSLF foram os incidentes em que oficiais somalis arrancaram bandeiras de batalha da WSLF hasteadas em áreas conquistadas e as substituíram pela bandeira da Somália.
Ao longo de quatro meses, desde a terceira semana de setembro até ao final de janeiro, os somalis exerceram esforços consideráveis para tomar Harar. Eles quase cercaram a cidade pelo norte, sul e leste. Em duas ocasiões, pareceu que a cidade, com os seus quarenta e oito mil habitantes e sede da principal academia militar da Etiópia, estava à beira da queda. No entanto, Harar não se rendeu, principalmente devido às manobras operacionais relativamente lentas e indecisas dos somalis e à tenacidade inabalável dos defensores etíopes. Embora as forças somalis tenham chegado aos arredores de Harar em novembro, estavam demasiado exaustas para tomar a cidade e acabaram por ter de se retirar para aguardar o contra-ataque etíope. Neste ponto chegaram as tropas regulares cubanas, começando com algumas centenas em dezembro, cresceram para 3 000 em janeiro e 16 000 em fevereiro, mais de metade delas transportadas de Angola. Elas vieram com equipamento completo, incluindo carros blindados e tanques T-62, principalmente de produção soviética. Os somalis apostaram ao expulsar os soviéticos e os cubanos; agora estavam quase sozinhos contra um colosso multinacional.

### Contra-ataque Etíope-Cubano (fevereiro-março)
O esperado contra-ataque etíope-cubano ocorreu no início de fevereiro; no entanto, foi acompanhado por um segundo ataque que os somalis não esperavam. Uma coluna de tropas etíopes e cubanas atravessou o nordeste para as terras altas entre Jijiga e a fronteira com a Somália, contornando a força ENS-WSLF que defendia o Passo de Marda. Os helicópteros soviéticos Mil Mi-6 e Mil Mi-8 transportaram por via aérea um batalhão cubano atrás das linhas inimigas.
Os atacantes foram assim capazes de atacar de duas direções num movimento de pinça, permitindo a recaptura de Jijiga em apenas dois dias e infligindo 3 000 a 6 000 baixas aos somalis. A defesa da Somália entrou em colapso e todas as principais cidades ocupadas pela Somália foram recapturadas nas semanas seguintes. A artilharia cubana e os ataques aéreos causaram um impacto terrível nas forças somalis.
Reconhecendo que a sua posição era insustentável, Siad Barre ordenou ao ENS que recuasse para a Somália em 9 de Março de 1978, embora René Lefort afirme que os somalis, tendo previsto o inevitável, já tinham retirado as suas armas pesadas. A última unidade somali significativa deixou a Etiópia em 15 de março de 1978, marcando o fim da guerra.

## Consequências

### Efeitos da guerra

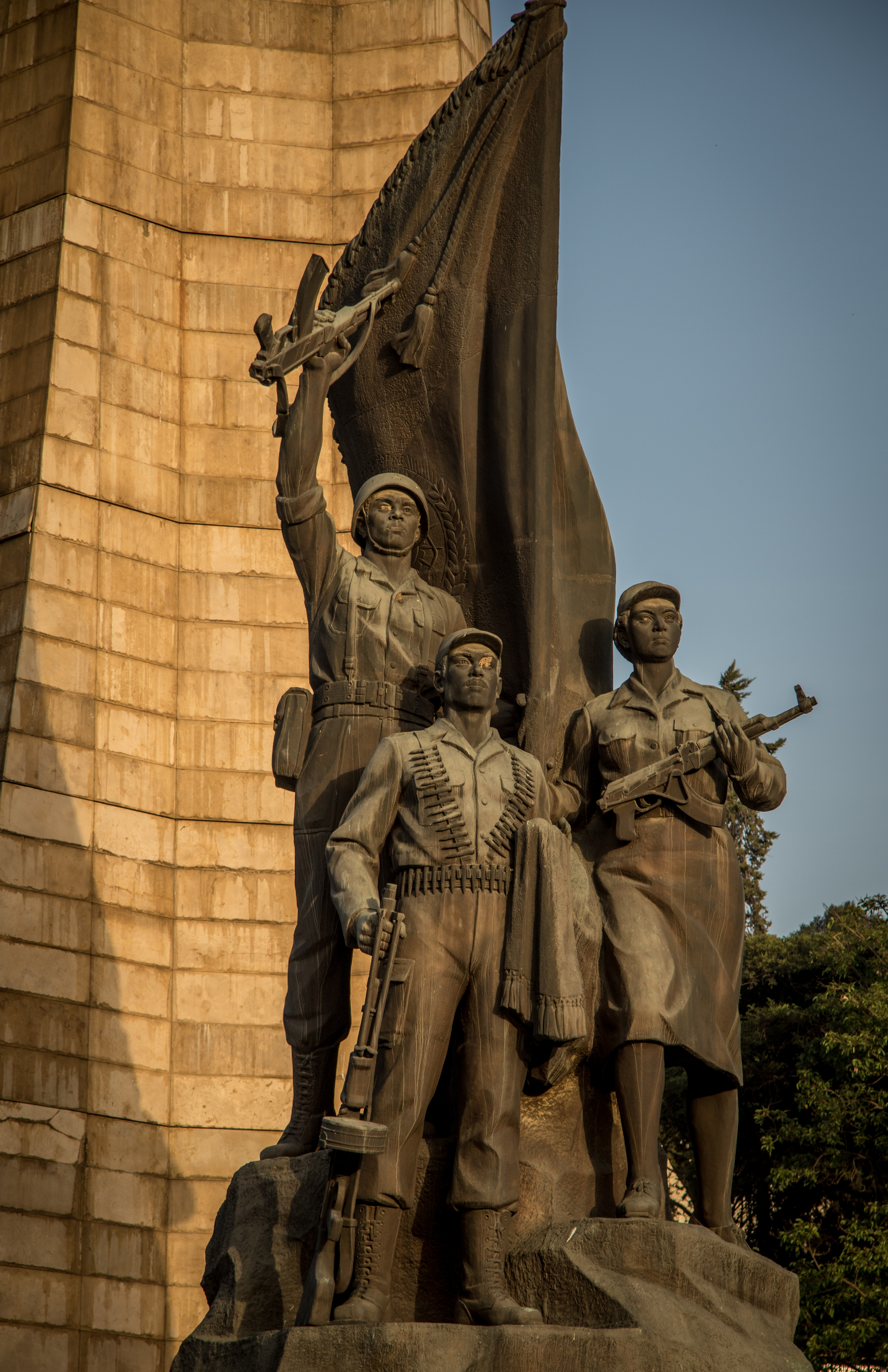
O Monumento Tiglachin em Adis Abeba comemora a vitória do Derg sobre a Somália na Guerra de Ogadênia.

As execuções e estupros de civis e refugiados pelas tropas etíopes e cubanas prevaleceram durante a guerra. Um grande contingente cubano permaneceu na Etiópia após a guerra para proteger o governo socialista. Auxiliado por conselheiros soviéticos, o contingente cubano lançou uma segunda ofensiva em dezembro de 1979 dirigida aos meios de sobrevivência da população, incluindo o envenenamento e destruição de poços e a matança de rebanhos de gado.
Após a retirada do Exército Nacional Somaliano, a WSLF continuou a sua insurgência. Em maio de 1980, os rebeldes, com a ajuda de um pequeno número de soldados do ENS que continuaram a ajudar a sua guerra de guerrilha, controlaram uma região substancial de Ogadênia. Mas em 1981, os insurgentes, reduzidos a ataques esporádicos de atacar e fugir, tinham sido derrotados. Além disso, a WSLF e a Frente de Libertação Abbo Somaliana (FLAS) ficaram significativamente enfraquecidas após a guerra. O primeiro estava praticamente extinto no final da década de 1980, e o seu grupo dissidente, a Frente de Libertação Nacional de Ogadênia (FLNO), operava a partir da sede no Kuwait. Embora elementos da FLNO conseguissem mais tarde regressar a Ogadênia, as suas acções tiveram pouco impacto.
Para o regime de Barre, a invasão foi talvez o maior erro estratégico desde a independência e enfraqueceu enormemente as forças armadas. Quase um terço dos soldados regulares do ENS, três oitavos das suas unidades blindadas e metade da Força Aérea Somali (FAS) foram perdidos. A fraqueza da administração Barre levou-a a abandonar efectivamente o sonho de uma Grande Somália unificada. O fracasso da guerra agravou o descontentamento com o regime de Barre; o primeiro grupo de oposição organizado, a Frente Democrática de Salvação Somali (FDSS), foi formado por oficiais do exército em 1979.
Os Estados Unidos adoptaram a Somália como aliada da Guerra Fria entre finais da década de 1970 e 1988, em troca da utilização de bases somalis que lhes davam acesso ao Médio Oriente e como forma de exercer influência no Chifre da África. Um segundo confronto armado em 1988 entre a Somália e a Etiópia terminou quando os dois países concordaram em retirar as suas forças armadas da fronteira.

### Crise de refugiados
A derrota da Somália na guerra causou um afluxo de refugiados etíopes (principalmente de etnia somali e alguns oromas) através da fronteira com a Somália. Em 1979, os números oficiais reportavam 1,3 milhões de refugiados na Somália, mais de metade dos quais assentados nas terras da família do clã Isaaq, no norte. À medida que o Estado se tornou cada vez mais dependente da ajuda internacional, os recursos de ajuda atribuídos aos refugiados causaram ainda mais ressentimento por parte dos residentes locais do clã Isaaq, especialmente porque sentiram que nenhum esforço foi feito por parte do governo para compensá-los por suportarem o fardo da guerra.
Além disso, Barre favorecia fortemente os refugiados de Ogadênia, que pertenciam ao mesmo clã que ele, o Darod. Devido a estes laços, os refugiados de Ogadênia gozavam de acesso preferencial a "serviços sociais, licenças comerciais e até cargos governamentais". À medida que crescia a animosidade e o descontentamento expressos no norte, Barre armou os refugiados de Ogadênia e, ao fazê-lo, criou um exército irregular operando dentro dos territórios Isaaq. Os refugiados armados de Ogadênia, juntamente com membros dos soldados Marehan e Reer-Darwiish (que foram provocados e encorajados pelo regime de Barre) iniciaram uma campanha terrorista contra os Isaaqs locais, violando mulheres, assassinando civis desarmados e impedindo as famílias de realizarem enterros adequados.
Barre ignorou as reclamações do clã Isaaq ao longo da década de 1980. Isto, além da supressão das críticas ou mesmo da discussão sobre as atrocidades generalizadas no norte, teve o efeito de transformar o descontentamento de longa data do clã Isaaq em oposição aberta, com muitos Isaaq formando o Movimento Nacional Somali, levando à guerra civil de dez anos no noroeste da Somália (hoje o Estado de facto da Somalilândia).

### Livros
- Fabiani, Riccardo (2010). Somalia 1977. La guerra dell'Ogaden e la fine della distensione. Col: Institute for Global Studies (em italiano). Roma: GAN. 192 páginas. ISBN 8889640103. OCLC 883533945
- Tareke, Gebru (2016) [2009]. The Ethiopian Revolution: War in the Horn of Africa. Col: The Yale Library of military history (em inglês) 2ª ed. New Haven, Connecticut: Yale University Press. 437 páginas. ISBN 978-0-300-14163-4. OCLC 586143256
- Waal, Alex De (1991). Evil Days: Thirty Years of War and Famine in Ethiopia (em inglês). Nova York: Human Rights Watch. 386 páginas. ISBN 978-1564320384. OCLC 24504262. Resumo divulgativo
- Cooper, Tom (2015). Wings over Ogaden: The Ethiopian-Somali War (1978–1979). Col: Africa @ War (em inglês). Solihull: Helion & Company. 64 páginas. ISBN 978-1909982383. OCLC 911034249
- Ayele, Fantahun (2014). The Ethiopian Army: From Victory to Collapse, 1977–1991 (em inglês). Evanston, Illinois: Northwestern University Press. 309 páginas. ISBN 978-0810130111. doi:10.2307/j.ctv47wbhr
- Ratliff, William E. (1986). Follow the Leader in the Horn: The Soviet-Cuban Presence in East Africa (em inglês). Washington, DC: The Cuban American National Foundation. 22 páginas. OCLC 13912094

### Periódicos
- Tareke, Gebru (2000). «The Ethiopia-Somalia War of 1977 Revisited» (PDF). Boston University African Studies Center. The International Journal of African Historical Studies (em inglês). 33 (3): 1-34. Consultado em 21 de setembro de 2023
- Lewis, I. M. (1º de outubro de 1989). «The Ogaden and the Fragility of Somali Segmentary Nationalism». The Royal African Society. African Affairs (em inglês). 88 (353): 573–579. ISSN 1468-2621. JSTOR 723037. doi:10.1093/oxfordjournals.afraf.a098217. Consultado em 21 de setembro de 2023
- Lockyer, Adam (25 de setembro de 2006). «Opposing Foreign Intervention's Impact on the Course of Civil Wars: the Ethiopian-Ogaden Civil War, 1976-1980» (PDF). University of Newcastle. Australasian Political Studies Association Conference (em inglês): 1-18. Consultado em 21 de setembro de 2023. Arquivado do original (PDF) em 3 de fevereiro de 2014
- Ahmed III, Abdul (26 de novembro de 2011). «Brothers in Arms: Part II» (PDF). WardheerNews.com (em inglês): 1-7. Consultado em 21 de setembro de 2023. Arquivado do original (PDF) em 4 de maio de 2012
- Urban, Mark (Junho de 1983). «Soviet intervention and the Ogaden counter-offensive of 1978». The RUSI Journal (em inglês). 128 (2): 42-46. ISSN 0307-1847. doi:10.1080/03071848308523524. Consultado em 21 de setembro de 2023